# FK Chodżent
FK Chodżent (tadż. Клуби футболи «Хуҷанд») – tadżycki klub piłkarski, mający siedzibę w mieście Chodżent, w północno-zachodniej części kraju.

## Historia
Chronologia nazw:
- 1953: Gorniak Leninabad (ros. «Горняк» Ленинабад)
- 1955: Metallurg Leninabad (ros. «Металлург» Ленинабад)
- 1958: Pomir Leninabad (ros. «Памир» Ленинабад)
- 1976: Chudżand Leninabad (ros. «Худжанд» Ленинабад)
- 26.02.1991: FK Chodżent
- 1995: FK Mehnat-Chodżent
- 1996: FK Chodżent

Klub Gorniak został założony w 1953 roku w Leninabadzie. W 1953 debiutował w I podgrupie Klasy B Mistrzostw ZSRR. W 1953 również startował w rozgrywkach Pucharu ZSRR. W 1954 zajął 5.miejsce w podgrupie, ale potem występował w mistrzostwach Tadżyckiej SRR. Od 1955 nazywał się Metallurg Leninabad, a w 1958 przyjął nazwę Pomir Leninabad i ponownie startował w Klasie B (strefa 5). W 1963 w związku z reorganizacją systemu lig ZSRR został poniżony w klasie, występował w rozgrywkach strefy 2 republik radzieckich Klasy B. W 1966 zdobył mistrzostwo w strefie Środkowa Azja i Kazachstan Klasy B i powrócił do II ligi, która nazywała się już Druga Grupa Klasy A (podgrupa 3). Po zakończeniu sezonu 1969, w którym zajął ostatnie 21. miejsce w podgrupie 4 Drugiej Grupy Klasy A, klub spadł do III ligi, ale w związku z kolejną reorganizacją systemu lig został zdegradowany do rozgrywek amatorskich.
W 1975 Pomir zdobył wicemistrzostwo Tadżyckiej SRR, a w 1976 na jej bazie został organizowany klub o nazwie Chudżand Leninabad, który startował w strefie 2 Wtorej Ligi ZSRR. Do 1989 klub występował we Wtorej Lidze, a w 1990 w związku z kolejną reorganizacją systemu lig został zdeklasowany do Wtorej Niższej Ligi ZSRR (strefa 9).
W sezonie 1992 zespół jako FK Chodżent debiutował w pierwszych niepodległych mistrzostwach Tadżykistanu i zakończył rozgrywki na czwartym miejscu (z 12 drużyn). W 1995 klub połączył się z mistrzem wilajetu sogdijskiego, klubem Mehnat Chodżent, w związku z czym zmienił nazwę na FK Mehnat-Chodżent. W 1996 jednak powrócił do nazwy FK Chodżent i po raz pierwszy zdobył brązowe medale mistrzostw. W 1997 powtórzył zeszłoroczny sukces, a w 1998 zdobył tytuł wicemistrza oraz Puchar Tadżykistanu.
4 września 1998 klub debiutował w rozgrywkach pucharów azjatyckich. W pierwszej rundzie Pucharu Zdobywców Pucharów po remisie u siebie przegrał rewanż z Paxtakorem Taszkent i odpadł z rozgrywek. Jest jednym z nielicznych klubów, który zawsze występował w najwyższej lidze.

## Sukcesy

### Trofea międzynarodowe
| \| \| Zdobyte trofea w rozgrywkach międzynarodowych (stan na: 31-12-2015) \| |                                                                     |      |                    |
| Rozgrywki                                                                    | Osiągnięcie                                                         | Razy | Sezon(y)           |
| · Liga Mistrzów AFC                                                          | zdobywca                                                            | 0    |                    |
| · Liga Mistrzów AFC                                                          | finalista                                                           | 0    |                    |
| Puchar AFC                                                                   | zdobywca                                                            | 0    |                    |
| Puchar AFC                                                                   | finalista                                                           | 0    |                    |
| Puchar AFC                                                                   | runda play-off                                                      | 1    | 2016               |
| Azjatycki Puchar Zdobywców                                                   | zdobywca                                                            | 0    |                    |
| Azjatycki Puchar Zdobywców                                                   | finalista                                                           | 0    |                    |
| Azjatycki Puchar Zdobywców                                                   | runda pierwsza                                                      | 2    | 1998/99, 1999/2000 |
| Puchar Prezydenta AFC                                                        | zdobywca                                                            | 0    |                    |
| Puchar Prezydenta AFC                                                        | finalista                                                           | 0    |                    |
| FIFA                                                                         | Zdobyte trofea w rozgrywkach międzynarodowych (stan na: 31-12-2015) |      |                    |

### Trofea krajowe
Tadżykistan
| \| \| Zdobyte trofea w rozgrywkach Tadżykistanu (stan na: 31-12-2015) \| |                                                                 |      |                                    |
| Rozgrywki                                                                | Osiągnięcie                                                     | Razy | Sezon(y)                           |
| Mistrzostwo                                                              | I miejsce                                                       | 0    |                                    |
| Mistrzostwo                                                              | II miejsce                                                      | 6    | 1998, 2002, 2003, 2015, 2017, 2018 |
| Mistrzostwo                                                              | III miejsce                                                     | 6    | 1996, 1997, 2000, 2008, 2009, 2014 |
| Puchar                                                                   | zdobywca                                                        | 4    | 1998, 2002, 2008, 2017             |
| Puchar                                                                   | finalista                                                       | 3    | 1997, 2001/02, 2010                |
| II liga                                                                  | I miejsce                                                       | 0    |                                    |
| II liga                                                                  | II miejsce                                                      | 0    |                                    |
| II liga                                                                  | III miejsce                                                     | 0    |                                    |
| Tadżykistan                                                              | Zdobyte trofea w rozgrywkach Tadżykistanu (stan na: 31-12-2015) |      |                                    |

ZSRR
| \| \| Zdobyte trofea w rozgrywkach Związku Radzieckiego (stan na: 31-12-1991) \| |                                                                         |      |                |
| Rozgrywki                                                                        | Osiągnięcie                                                             | Razy | Sezon(y)       |
| Mistrzostwo                                                                      | I miejsce                                                               | 0    |                |
| Mistrzostwo                                                                      | II miejsce                                                              | 0    |                |
| Mistrzostwo                                                                      | III miejsce                                                             | 0    |                |
| Puchar                                                                           | zdobywca                                                                | 0    |                |
| Puchar                                                                           | finalista                                                               | 0    |                |
| Puchar                                                                           | 1/16 finału                                                             | 1    | 1953           |
| II liga                                                                          | I miejsce                                                               | 1    | 1959 (grupa 6) |
| II liga                                                                          | II miejsce                                                              | 0    | 1960 (grupa 2) |
| II liga                                                                          | III miejsce                                                             | 0    |                |
|                                                                                  | Zdobyte trofea w rozgrywkach Związku Radzieckiego (stan na: 31-12-1991) |      |                |

- Klass B ZSRR (III liga):
  - mistrz w grupie: 1966
  - 3. miejsce w grupie: 1965

## Stadion
Klub rozgrywa swoje mecze domowe na stadionie 20-lecia Niepodległości Tadżykistanu w mieście Chodżent, który może pomieścić 25200 widzów.

## Piłkarze
| Nr | Poz. | Piłkarz             |
| -- | ---- | ------------------- |
| 1  | BR   | Abduaziz Mahkamov   |
| 2  | OB   | Sohibdzhon Khakimov |
| 4  | OB   | Eraj Rajabov        |
| 5  | OB   | Sherozi Abdulloev   |
| 6  | PO   | Hodzhiboy Ziyoev    |
| 10 | PO   | Ilhomdzhon Barotov  |
| 11 | NA   | Farkhod Tokhirov    |
| 12 | OB   | Hasan Rustamov      |
| 13 | OB   | Safarali Karimov    |
| 15 | NA   | Dilshod Bozorov     |
| 16 | BR   | Alisher Tuychiev    |

| Nr | Poz. | Piłkarz               |
| -- | ---- | --------------------- |
| 17 | NA   | Marifdzhon Marifboev  |
| 18 | PO   | Saidjon Sharipov      |
| 22 | OB   | Manouchehr Ahmadov    |
| 23 | PO   | Dilshodzhon Karimov   |
| 24 | OB   | Dalerzhon Tukhtasunov |
| 25 | NA   | Mubindzhon Muminov    |
|    | BR   | Dilshod Dodoboev      |
|    | OB   | Amir Ibragimov        |
|    | PO   | Abdusamad Khodzhibaev |
|    | PO   | Ruslan Rakhmatov      |
|    | PO   | Abdumalik Shodiev     |

## Trenerzy
- 1953–1954:  Siergiej Fursow

...
- 1959:  Michaił Korobko
- 1962–1968:  Giennadij Niedielkin
- 1969:  Wiktor Anochin

...
- 1976–19??:  Władimir Burin

...
- 1981–1982:  Giennadij Niedielkin
- 1983–1985:  Jurij Karamian

...
- 1987:  Lew Ginzburg

...
- 01.1989–07.1989:  Shuchrat Azamow
- 07.1989–12.1989:  Lew Ginzburg

...
- 2008–2015:  Uraz Turakulow
- 2016–...:  Numondżon Jusupow